# Ислам в Исландии

Рост численности мусульман в Исландии

В Исландии в 2017 году насчитывалось 948 человек, исповедующих ислам. Это примерно 0,3% от общего населения Исландии. 

## Демография
К «Ассоциации мусульман в Исландии» в 2017 году принадлежало 542 человека.
Большинство мусульман живёт в Рейкьявике или в пригородах столицы, но есть небольшое количество косовских беженцев-мусульман в Дальвике.

## Ассоциация мусульман в Исландии
«Ассоциация мусульман в Исландии» («Félag múslima á Íslandi») была основана в 1997 г. Она возглавляется Салманном Тамими, палестинским иммигрантом. Также Салманн является имамом Рейкьявикской мечети.

## Мечети
Начиная с 2002 года Ассоциация имеет свою собственную Рейкьявикскую мечеть. В мечети проходят дневные и ночные службы, на которые собираются около 30 человек, состоящих из местных исландцев и мусульман с разных континентов. Мечеть расположена на 3-м этаже в офисном здании в районе Ármúli города Рейкьявик.
В 2000 году мусульманская ассоциация подала заявку на строительство ещё одной мечети в Рейкьявике. Однако город не одобрил план, посчитав, что мечети будут конкурировать между собой. После длительного процесса разрешение на строительство было предоставлено 6 июля 2013 г.
На 2019 год проект строительства второй мечети в Рейкьявике всё ещё находится в разработке. 